# Leo Kinnunen
Pour les articles homonymes, voir Kinnunen.
Leo Juhani Kinnunen, dit Leksa Kinnunen, né le 5 août 1943 à Tampere en Finlande et mort le 26 juillet 2017, est un pilote automobile finlandais.

## Biographie

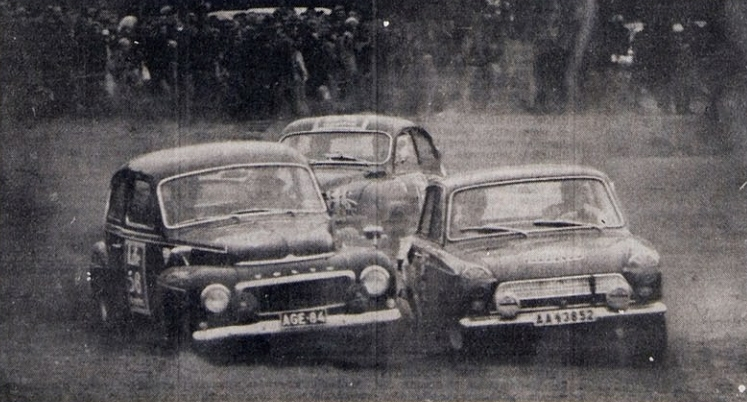
Leo Kinnunen sur Volvo PV544 (à gauche), Bengt Söderström sur Ford Cortina GT (à droite) et Simo Lampinen sur Saab 96 Sport (derrière) aux 1000 lacs 1964.

Leo Kinnunen a commencé sa carrière sur deux roues avant de passer sur quatre roues au début des années 1960 à la suite de l'obtention de son permis de conduire. Lors des premières années de sa carrière, il brille au niveau national en rallye, auto-cross, course sur glace ainsi que sur circuit en Formule 3.
En 1969, il se spécialise définitivement dans les épreuves sur circuit et remporte sur une Porsche 908 la Nordic Challenge Cup (en), un mini-championnat international pour voitures de sport, en battant le futur champion du monde de Formule 1 Jochen Rindt. Ce succès lui vaut d'être invité à rejoindre pour la saison 1970 l'écurie de John Wyer, représentant officiel de Porsche dans le championnat du monde des voitures de sport, alors appelé International Championship for Makes. Au volant de la Porsche 917, il gagne sa première course, les 24 heures de Daytona, en équipage avec Pedro Rodriguez et Brian Redman et décroche trois autres succès au fil de la saison (à Brands Hatch, Monza et Watkins Glen, avec le seul Rodriguez comme équipier) qui permettent à Porsche de remporter le championnat.
Mécontent de son sort chez John Wyer où il estime ne pas être autant considéré que Rodriguez, il quitte le championnat du monde pour participer au championnat Interserie au volant d'une Porsche 917 de l'écurie finlandaise AAW Racing Team., avec laquelle il est titré trois années d'affilée de 1971 à 1973. En 1973, il effectue également une incursion réussie dans le championnat du monde des rallyes en terminant à la troisième place du Rallye des 1000 Lacs au volant d'une Porsche Carrera derrière les spécialistes Timo Mäkinen et Markku Alén. Avec la 911 il remporte le Rallye Arctique en 1972 et 1979. 

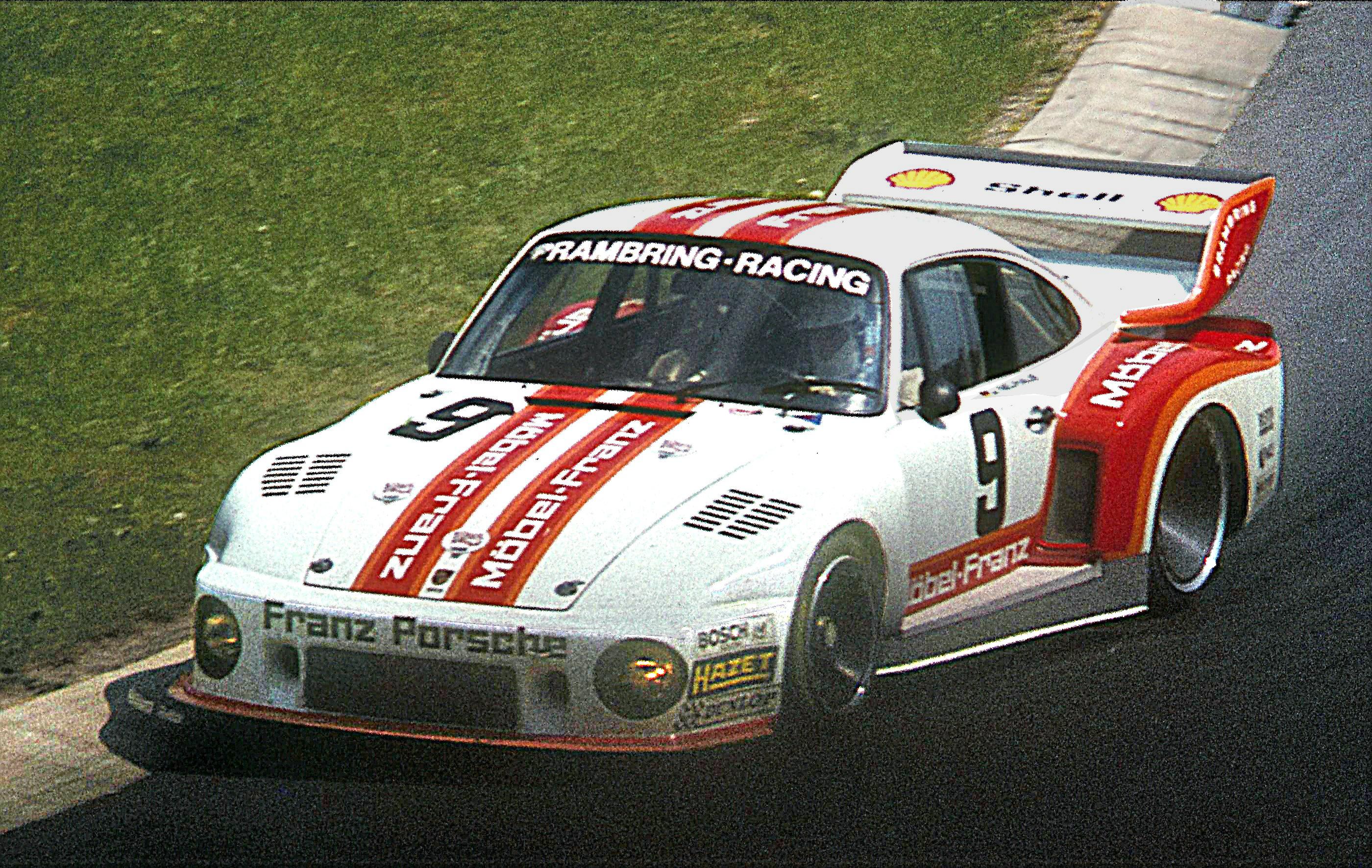
Leo Kinnunen au volant d'une Porsche 935 aux 1000 km du Nürburgring 1977.

En 1974, à 31 ans, Kinnunen a enfin l'occasion d'accéder à la Formule 1. Il avait déjà été en contacts à la fin de l'année 1970 avec la prestigieuse écurie Lotus, mais les négociations avaient échoué, Lotus refusant de payer le pilote finlandais. Cette fois, son arrivée en F1 passe plus modestement par la location au Surtees Racing Organisation d'une Surtees TS16, engagée sous la bannière de ses amis du AAW Racing. Après une première tentative de qualification ratée au GP de Belgique, l'équipe fait l'impasse sur le Grand Prix de Monaco avant de retenter sa chance au GP de Suède. Kinnunen se qualifie en 25e position, mais sachant que la voiture n'est pas suffisamment fiable pour tenir toute la course, il est convenu de prendre le départ avec l'essence pour effectuer seulement 10 tours. Kinnunen n'ira pas plus loin que le 8e tour, à cause d'un problème mécanique. Ce sera l'unique apparition de Kinnunen en course, puisqu'il ne parvient pas à se qualifier lors de ses quatre tentatives suivantes.
À partir de 1975, le Finlandais fait son retour dans les épreuves de voitures de sport, d'abord en Interserie, puis dans le championnat du monde. À l'issue de la saison 1977, il met un terme à sa carrière, se contentant de participations épisodiques à quelques rallyes en Finlande.
Chez lui, en Finlande, après dix ans de combat à lutter contre un accident vasculaire cérébral, Leo Kinnunen meurt le 26 juillet 2017.

## Résultats en championnat du monde de Formule 1
| Saison | Écurie          | Châssis      | Moteur  | Pneus    | GP disputés | Points inscrits | Classement |
| ------ | --------------- | ------------ | ------- | -------- | ----------- | --------------- | ---------- |
| 1974   | AAW Racing Team | Surtees TS16 | Ford V8 | Goodyear | 1           | 0               | n.c.       |

## Palmarès
- Vainqueur des 24 Heures de Daytona en 1970
- Vainqueur du championnat Interserie en 1971, 1972 et 1973
- Vainqueur du Rallye Arctique en 1972 et 1979
- Recordman absolu du tour de la Targa Florio, en 1970 : 33 min 36s à la moyenne de 128,571 km/h sur une Porsche 908/3 de l'écurie Gulf-Wyer.